# Strakonice (distrikt)
Strakonice (tjeckiska: okres Strakonice) är ett distrikt i Tjeckien. Det ligger i regionen Södra Böhmen, i den sydvästra delen av landet, 100 km söder om huvudstaden Prag. Antalet invånare är 69 501. Arean är 1 375 kvadratkilometer.
Terrängen i distriktet Strakonice är kuperad åt sydväst, men åt nordost är den platt.
Distriktet Strakonice delas in i:
- Předslavice
- Radějovice
- Osek
- Lažany
- Lom
- Hajany
- Zahorčice
- Libětice
- Zvotoky
- Záboří
- Uzeničky
- Cehnice
- Libějovice
- Nová Ves
- Krejnice
- Kocelovice
- Čečelovice
- Úlehle
- Únice
- Čejetice
- Čepřovice
- Čestice
- Číčenice
- Skály
- Litochovice
- Řepice
- Škvořetice
- Štěkeň
- Bílsko
- Němětice
- Skočice
- Krašlovice
- Uzenice
- Přešťovice
- Nebřehovice
- Lnáře
- Truskovice
- Hoslovice
- Krajníčko
- Dřešín
- Nišovice
- Střelské Hoštice
- Nihošovice
- Přechovice
- Kladruby
- Tchořovice
- Strašice
- Droužetice
- Březí
- Mnichov
- Volenice
- Sedlice
- Bezdědovice
- Němčice
- Kraselov
- Hájek
- Strakonice
- Drachkov
- Pivkovice
- Bavorov
- Blatná
- Bratronice
- Budyně
- Buzice
- Bělčice
- Chelčice
- Chlum
- Chobot
- Chrášťovice
- Doubravice
- Drahonice
- Dražov
- Sousedovice
- Novosedly
- Hornosín
- Krty-Hradec
- Mutěnice
- Předmíř
- Vodňany
- Volyně
- Kalenice
- Hlupín
- Horní Poříčí
- Hoštice
- Štěchovice
- Velká Turná
- Pohorovice
- Katovice
- Jinín
- Radomyšl
- Kadov
- Kuřimany
- Kváskovice
- Lažánky
- Malenice
- Mačkov
- Mečichov
- Milejovice
- Miloňovice
- Myštice
- Slaník
- Měkynec
- Paračov
- Stožice
- Přední Zborovice
- Vacovice
- Radošovice
- Strunkovice nad Volyňkou
- Pracejovice
- Třebohostice
- Rovná
- Třešovice

Följande samhällen finns i distriktet Strakonice:
- Blatná
- Bavorov